# Grammy Award for Best Hard Rock/Metal Performance Vocal or Instrumental

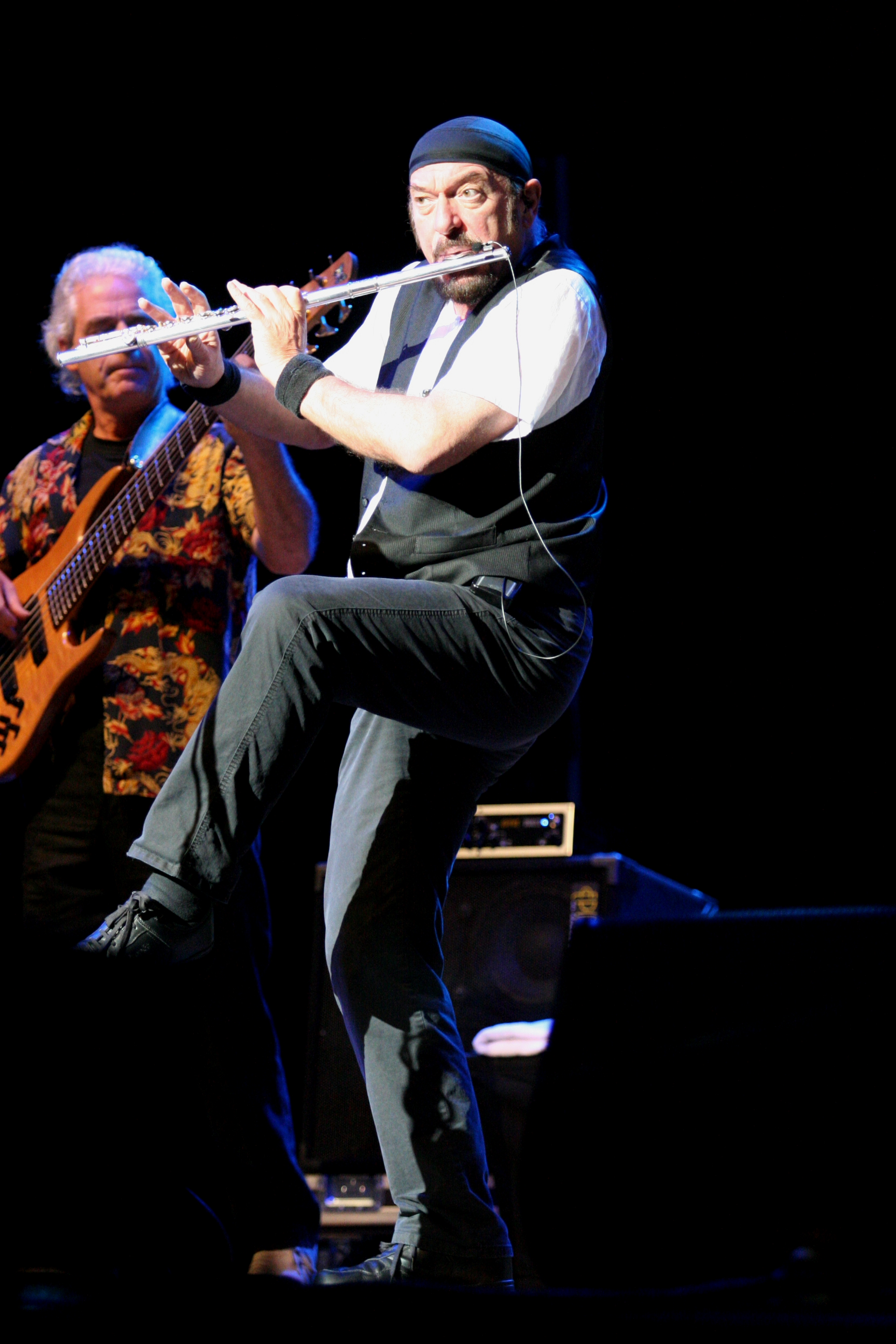
Jethro Tull erhielt den nur ein einziges Mal vergebenen Grammy Award for Best Hard Rock/Metal Performance Vocal or Instrumental

Der Grammy Award for Best Hard Rock/Metal Performance Vocal or Instrumental war ein Musikpreis, der im Rahmen der 31. Grammy-Verleihung 1989 an die Band Jethro Tull für das Album Crest of a Knave verliehen wurde.

## Geschichte

### Verleihung und Kritik
Bei den 31. Verleihungen 1989 sollte erstmals ein eigener Grammy Award für den Bereich Metal gemeinsam mit dem Hard Rock vergeben werden. Im selben Jahr erfolgte auch die erste Vergabe eines Awards für Rap, um zusammen zwei populäre Musikbereiche der 1980er Jahre zu ehren. Nominiert wurden die Alben Blow Up Your Video der australischen Band AC/DC, Nothing’s Shocking von Jane’s Addiction, …And Justice for All von Metallica und Crest of a Knave von Jethro Tull sowie der Song Cold Metal von Iggy Pop vom Album Instinct. Durch den Live-Auftritt von Metallica bei der Verleihung im Februar 1989 im Shrine Auditorium in Los Angeles mit dem Song One von dem nominierten Album spielte erstmals eine Metal-Band bei einer Grammy-Verleihung.
Der Award wurde an Jethro Tull mit den Bandmitgliedern Ian Anderson, Martin Barre und Dave Pegg vergeben, die damit gegen die als Favoriten angesehene Band Metallica gewannen. Die Entscheidung führte zu breiter Kritik an der National Academy of Recording Arts and Sciences, da auch nach Ansicht vieler Fans und Journalisten die Musik von Jethro Tull nicht in den Bereich des Hard Rock oder Heavy Metal einzuordnen sei. Bereits bei der Nominierung war Ian Anderson, Sänger der Band Jethro Tull, überrascht, da er die Band nicht als Teil des Metal oder Hard Rock betrachtete, sondern als Rockband, und die Mitglieder der Band nahmen auf Anraten ihrer Plattenfirma Chrysalis Records nicht an der Verleihung teil, da ein Sieg nicht wahrscheinlich war. Als die Laudatoren Alice Cooper und Lita Ford die Gewinner verkündeten, ertönten Buhrufe im Publikum.
Anderson äußerte in einem späteren Interview, dass die Verleihung einerseits Sinn ergäbe, weil nicht die Musikpresse, sondern Aktive der Musikszene (Autoren, Musiker, Tontechniker) abstimmten, die schon so lange im Geschäft waren wie Jethro Tull, und die offenbar das Bedürfnis hatten, die mehr als zwanzig Jahre umspannende Karriere der Band zu ehren. Andererseits sei er froh gewesen, nicht bei der Zeremonie gewesen zu sein. Er wüsste nicht, wie er unter den Umständen der Verleihung den Preis hätte annehmen können. Zur schwierigen Kategorisierung von Jethro Tull wies er darauf hin, einen Großteil seines musikalischen Lebens auf die Einbettung akustischer Instrumente in einen Rock-Kontext verwendet zu haben, mit dem Ergebnis recht rauer Rockmusik, die auch wiederholt in einer schwerpunktmäßig Hard Rock und Heavy Metal behandelnden Zeitschrift wie Kerrang besprochen wurde.

### Nachspiel

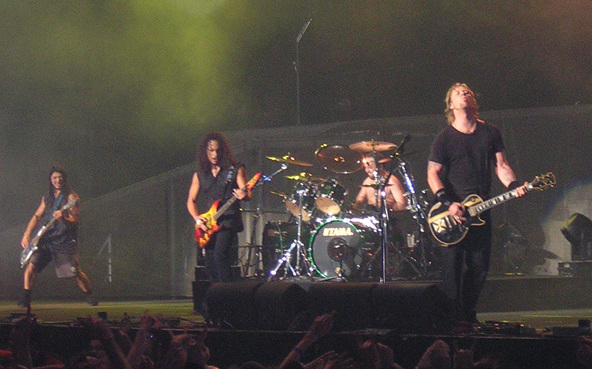
Die Band Metallica war der Favorit der Verleihung. Sie erhielt den Nachfolge-Grammy für die beste Metal-Darbietung bislang sechs Mal.

Als Antwort auf die Kritik, die die Band Jethro Tull für die Verleihung bekam, veröffentlichte das Plattenlabel der Band eine Werbeanzeige im Billboard-Magazin mit dem Bild einer Querflöte (dem musikalischen Markenzeichen der Band) auf einem Haufen Betonstahl und der Zeile The flute is a heavy metal instrument! Metallica fügten ihrem Album …And Justice for All einen Aufkleber mit der Aufschrift Grammy Award Losers bei, wobei das Wort „Losers“ als Graffito über ein durchgestrichenes „winners“ dargestellt war.
Im Folgejahr richtete die National Academy of Recording Arts and Sciences die beiden Kategorien Best Hard Rock Performance und Best Metal Performance ein, die seit den 32. Verleihungen 1990 getrennt vergeben werden. Der Award für die beste Metal-Darbietung ging in den folgenden drei Jahren jeweils an Metallica für den Song One vom Album …And Justice for All 1990, anschließend an ihre Coverversion des Queen-Songs Stone Cold Crazy 1991 und danach für das Album Metallica 1992; bis 2011 waren sie mit sechs Siegen die erfolgreichsten Musiker in dieser Kategorie. Als Metallica 1992 den Grammy gewann, bedankte sich der Schlagzeuger Lars Ulrich in der Dankesrede bei Jethro Tull, dass sie in diesem Jahr kein neues Album veröffentlicht haben, obwohl das Album Catfish Rising in der Nominierungszeit veröffentlicht wurde. 10 Jahre später sagte Ulrich, dass er lügen müsste, wenn er behaupte, dass er nicht enttäuscht war. Der Sieg von Jethro Tull spottete seiner Ansicht nach dem Sinn der Verleihung.
Den Grammy für die beste Hardrock-Darbietung gewann in den ersten beiden Jahren die Band Living Colour mit dem Song Cult of Personality 1990 und dem Album Time’s up 1991.

## Gewinner und nominierte Künstler
| Jahr                   | Künstler / Band | Nationalität           | Werk             | Weitere nominierte Künstler | Bilder der Künstler |
| ---------------------- | --------------- | ---------------------- | ---------------- | --- | ------------------- |
| 1989 (2. Februar 1989) | Jethro Tull     | Vereinigtes Königreich | Crest of a Knave | - AC/DC – Blow Up Your Video - Jane’s Addiction – Nothing’s Shocking - Metallica – …And Justice for All - Iggy Pop – Cold Metal | Jethro Tull, 1997   |